# تپه بالاده
تپه بالاده مربوط به سده‌های اولیه دوران‌های تاریخی پس از اسلام است و در شهرستان الیگودرز، بخش بشارت، دهستان پیشکوه ذلقی، چسبیده به ضلع جنوب شرقی روستای حرآباد علیا واقع شده و این اثر در تاریخ ۷ خرداد ۱۳۸۷ با شمارهٔ ثبت ۲۲۷۸۰ به‌عنوان یکی از آثار ملی ایران به ثبت رسیده است.